# Конокрадство
Конокра́дство — преступление, состоящее в краже лошадей. Для более широкого обозначения кражи домашнего скота (овцы, козы, верблюды и т. д.) применяется термин скотокрадство.

## История

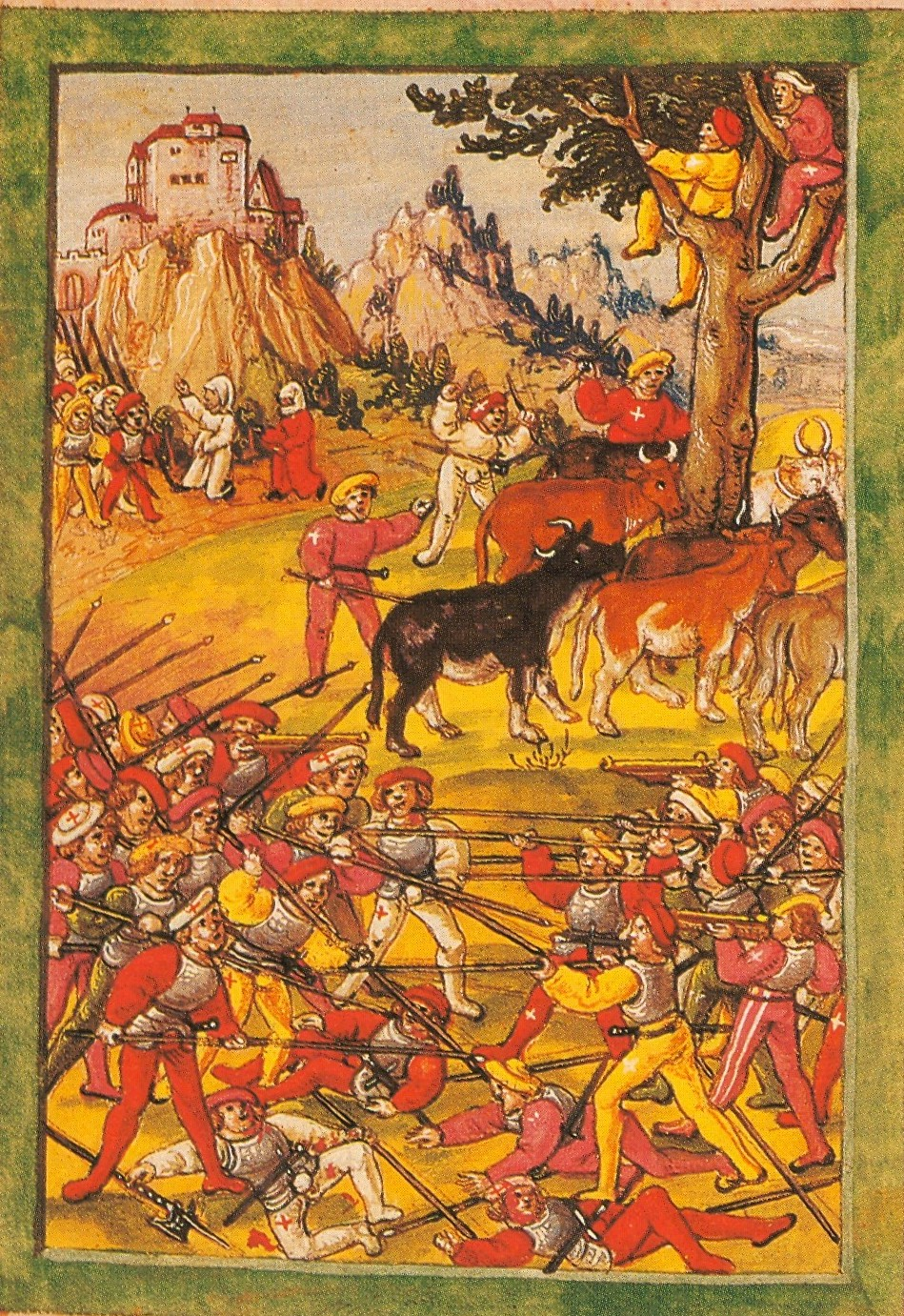
1513

Конокрадство («коневая татьба») — по отношению к сельскому населению является весьма тяжким преступлением, так как нередко лишает земледельца последнего рабочего скота, а вместе с тем и возможности обрабатывать своё поле. Поэтому уже древние законодательства рассматривали конокрадство как кражу квалифицированную. В древнегерманском праве конокрадство влекло за собой побитие камнями или пробитие колом. «Русская Правда» (синодальный список) грозит конокрадам высшим из известных ей наказаний — потоком и разграблением; псковская судная грамота ставит «коневого татя» наряду с «переветником» (государственным изменником) и устанавливает для него смертную казнь; виселицей грозит конокраду, пойманному с поличным, и судебник короля Казимира 1468 г. (см.также Судебник 1497 года). Законодательные памятники московской эпохи не выделяют конокрадство в особый вид квалифицированной кражи; Соборное уложение 1649 года говорит только о краже лошади на службе, определяя за неё отсечение руки. Объясняется это отчасти тем, что конокрады рассматривались как «ведомые лихие люди», для которых всякая кража влекла за собой смертную казнь.
Для предупреждения конокрадства и сбыта краденых лошадей в Московской Руси при продаже лошадей совершались особые записи, по форме тогдашних купчих крепостей, с обозначением примет проданного коня. Аналогичные записи были в ходу в крестьянском быту даже в конце XIX века и обычно снабжались печатью сельского старосты, но законом значение их не было определено, хотя вопрос о введении «конских паспортов» (Ветеринарный паспорт) неоднократно возбуждался. Многие современники усматривали в этом лучшее средство борьбы с конокрадством, пустившим глубокие корни в российской сельской жизни и достигшим особого развития в степных областях.
В некоторых местностях конокрадство получило характер промысла: конокрады имели особых начальников, свои притоны, разменные пункты, пристани, перевозы и тракты; организация конокрадства выходила далеко за пределы не только уезда, но и губернии. При такой обстановке борьба с конокрадством для полиции становилась делом весьма трудным. Крестьяне часто прибегали к жестокому самосуду над конокрадами, пойманными с поличным, а иногда и над лицами, только подозреваемыми в систематическом конокрадстве.
По уложению 1845 г. за кражу лошадей и всякого рабочего скота наказание увеличивалось на одну степень. В 1848 г. установлены были, в виде опыта на 3 года, особые правила для губерний, в которых конокрадство было особенно распространено: постановлено было, чтобы дела о конокрадах рассматривались судами вне очереди, чтобы за выдачу сообщников наказание конокрадам смягчалось, чтобы конокрады, отбывшие наказание в арестантских ротах (если они не были перемещены в разряд исправляющихся), обязательно отдавались в солдаты, а неспособные к военной службе были переселяемы в Сибирь; за поимку и представление властям конокрада установлено было вознаграждение в 3 рубля (отменено в 1868 г.); в губерниях Астраханской, Оренбургской, Саратовской, Пензенской, Симбирской, Тамбовской, Тульской, Казанской, Вятской, Нижегородской, Владимирской и Костромской были учреждены особые комиссары для пресечения конокрадства. В 1854 г. эти правила были продолжены ещё на три года, распространены и на кражу рабочего скота и введены в западных губерниях; комиссары для пресечения конокрадства были переименованы в следственных приставов. В том же 1854 г. аналогичные меры приняты были и в Западной Сибири. В 1865 г. должности следственных приставов по пресечению конокрадства были упразднены, а дела их переданы для дальнейшего производства судебным следователям; но в 1866 г. они были восстановлены в Кубанском, а в 1868 г. — в Сибирском казачьем войске.
По закону 18 марта 1880 г., в местностях, где введены Судебные Уставы императора Александра II, дела о краже лошадей, а также рабочего и домашнего скота были изъяты из ведения волостных и станичных судов и подчинены ведомству мировых судебных установлений и общих судебных мест; изъятие это не распространялось на сельские суды Закавказья, а также на волостные суды в местностях, где введено положение о земских начальниках. За кражу лошади тюремное заключение могло быть увеличено до одного года; если же судом признано, что виновный в краже лошади занимается конокрадством в виде промысла, то он подвергается лишению всех особенных прав и преимуществ и ссылке на житье в губернии Томскую или Тобольскую, с заключением на время от 1 года до 2 лет, или работам в исправительных арестантских отделениях на время от 1½ года до 2½ лет. Тому же наказанию (или одной степенью ниже) подвергались и лица, занимавшиеся, в виде промысла, скупкой или сбытом заведомо краденых лошадей; обвинение в такой скупке или сбыте краденых лошадей могло быть возбуждено и помимо указаний на какие-либо отдельные случаи похищения той или другой лошади.
Для некоторых местностей судебное преследование признано было мерой, недостаточной в борьбе с конокрадством. В 1886—87 гг. изданы правила об административной высылке в Восточную Сибирь инородцев и лиц оседлого русского населения, обвиняемых или подозреваемых в неоднократных кражах лошадей и скота в пределах Астраханской губернии, в Сальском округе Области Войска Донского и в Ставропольской губернии. Согласно этим правилам, приложенным к 277 ст. устава о предупреждении и пресечении преступлений, местное начальство, при самом возбуждении вопроса о подобной высылке, подвергало обвиняемого или подозреваемого в конокрадстве предварительному аресту, а затем предлагало обществу, к которому он принадлежит, составить приговор о высылке в Сибирь; если общество не изъявляло согласия на составление подобного приговора, то окончательное решение вопроса о высылке предоставлялось министру земледелия и государственных имуществ или военному, по соглашению с министром внутренних дел. Проект нового уголовного уложения, признавая конокрадство за «бич беднейшего земледельческого населения нашего отечества», рассматривал его, однако, как простую кражу, находя, что усиление наказуемости его может быть достигнуто применением к виновным в конокрадстве постановлений о краже шайкой, а также путём увеличения наказания за рецидив и совокупность.

## В литературе
- «Конокрады» — рассказ Александра Куприна (1903)